# Austrochaetilia capeli
Austrochaetilia capeli är en kräftdjursart som beskrevs av Gary C.B. Poore 1978. Austrochaetilia capeli ingår i släktet Austrochaetilia och familjen Chaetiliidae. Inga underarter finns listade i Catalogue of Life.